# Järlåsa kyrka
Järlåsa kyrka är en kyrkobyggnad i Järlåsa kyrkby i Uppsala kommun.
Den tillkom i hög grad på initiativ av friherre Gustaf Rosenhane, som var ägare till egendomen Bredsjö åren 1654-1684. Kyrkan har tillskrivits Nicodemus Tessin d.ä., som var arkitekt till åtskilliga byggnader uppförda av personer inom ätten Rosenhane. Innan denna kyrka tillkom, hade socknen träkyrka, som revs i början av 1700-talet. Socknens äldsta kyrka var en medeltida stenkyrka vars ruin är belägen omkring 500 meter i norr om den nuvarande kyrkan. Kyrkan tillhör sedan årsskiftet 2005/2006 Norra Hagunda församling, som är resultatet av en sammanslagning av bland annat Järlåsa församling.

## Kyrkobyggnaden
Järlåsa kyrka är en åttakantig centralkyrka med vapenhus i väster och sakristia i nordväst. Kyrkan började byggas 1672, kanske efter ritningar av Nicodemus Tessin d.ä. Den 29 juni 1688 kunde själva centralbyggnaden invigas. Vapenhuset i väster, som stod klart år 1704, har en övervåning där kyrkklockorna finns. En enkel sakristia i trä uppfördes 1711 på kyrkans sydvästra sida. Denna ersattes 1766-1768 av den nuvarande sakristian i nordväst. Väggarna, som är gulputsade, är uppförda av natursten, med tegel i vapenhus och sakristia.
Centralbyggnaden täcks av en kopparklädd kupol med lanternin. Exteriören är i stort sett oförändrad sedan 1760-talet. Kyrkan har dock restaurerats ett flertal gånger, senast 1994.

## Inventarier
- Altaruppsatsen är tillverkad år 1709 av Jonas Ullberg.
- Predikstolen i barockstil är tillverkad år 1709.
- Dopfunten av grå, opolerad granit är tillverkad år 1936.

### Orgel
Den nuvarande orgeln flyttades hit 1882 från Västerlövsta kyrka. Orgeln var byggd 1754 av Jonas Gren och Peter Stråhle, Stockholm. Orgeln är mekanisk med slejflåda och har ett tonomfång på 49/20. 1855 byggdes orgeln om av Daniel Wallenström, Uppsala. 1929 renoverades orgeln av Carl Richard Löfvander, Stockholm.
| Manual          | Pedal   |
| Borduna 16´ B/D | Bihängd |
| Principal 8´    |         |
| Fugara 8´       |         |
| Vox candida 8'  |         |
| Salicional 8'   |         |
| Gedacht 8'      |         |
| Octava 4'       |         |
| Spetsflöjt 4'   |         |
| Octava 2'       |         |

Mellan åren 2009-2011 restaurerades orgeln av Robert Gustavssons Orgelbyggeri AB, Härnösand. För intonation svarade Mads Kjersgaard.
| Manual C-c3       | Pedal C-g0 |
| ----------------- | ---------- |
| Gedact 8'         | Bihängd    |
| Quintadena 8' B/D |            |
| Principal 4'      |            |
| Spitsflaut 4'     |            |
| Quinta 3'         |            |
| Superoctava 2'    |            |
| Scharf III        |            |
| Trumpet 8' B/D    |            |
| Vox virginea 8' D |            |
| Trumpet 4' B      |            |

#### Kororgel
Den nuvarande kororgeln byggdes 1989 av Robert Gustavsson Orgelbyggeri AB, Härnösand. Orgeln är mekanisk med slejflådor och har ett tonomfång på 56/27. Fasaden är ritad av Mads Kjersgaard, Uppsala.
| Huvudverk I    | Bröstverk II      | Pedal      | Koppel |
| Blockflöjt 8´  | Trägedackt 8´     | Subbas 16´ | I/P    |
| Principal 4´   | Quintadena 4´     |            | II/P   |
| Nasat 3'       | Flöjt 2'          |            | II/I   |
| Octava 2'      | Regal 8'          |            |        |
| Tertian 1 3⁄5' | Tremulant         |            |        |
| Sedecima 1'    | Crescendosvällare |            |        |

## Bildgalleri

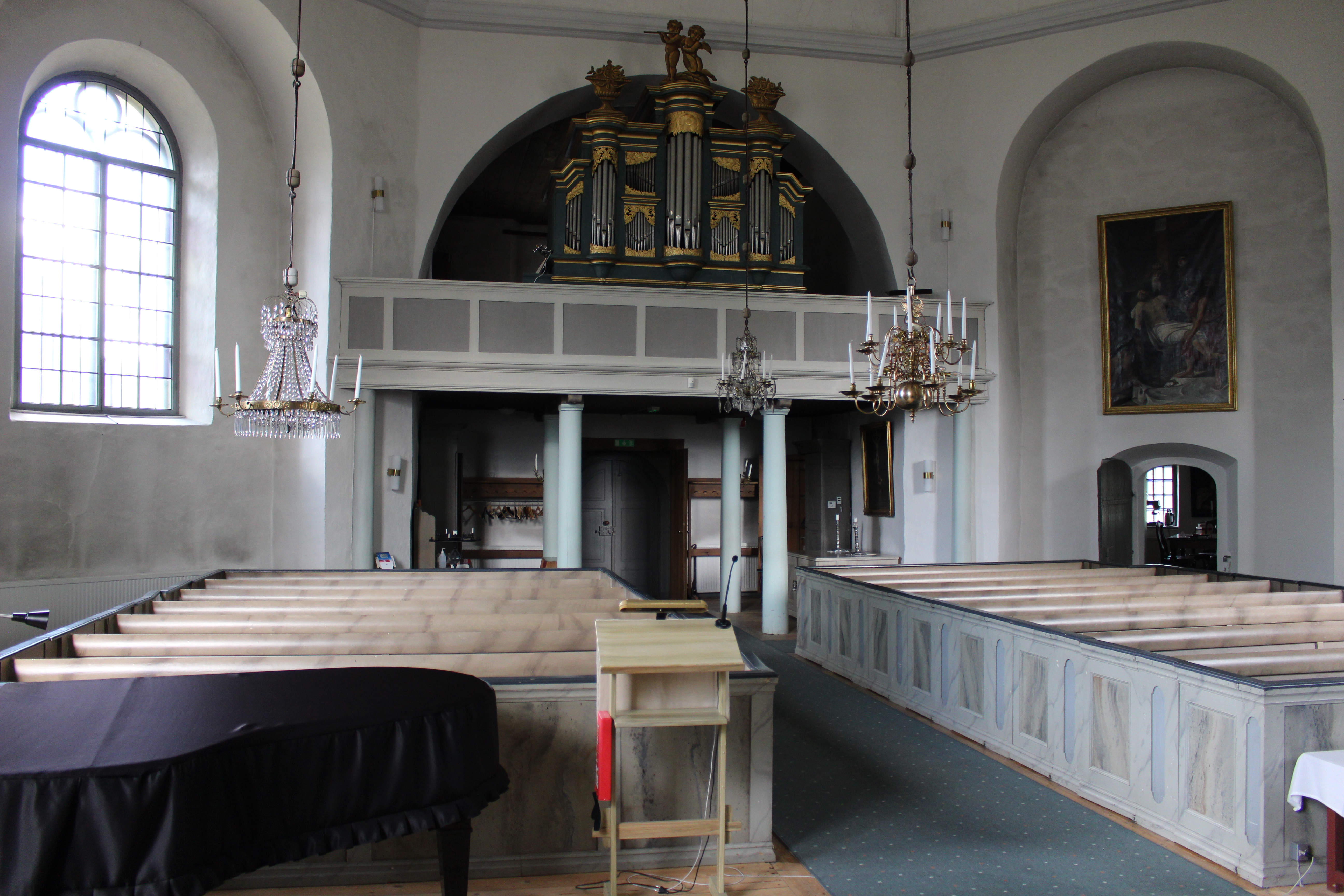
Kyrkorum mot väster.
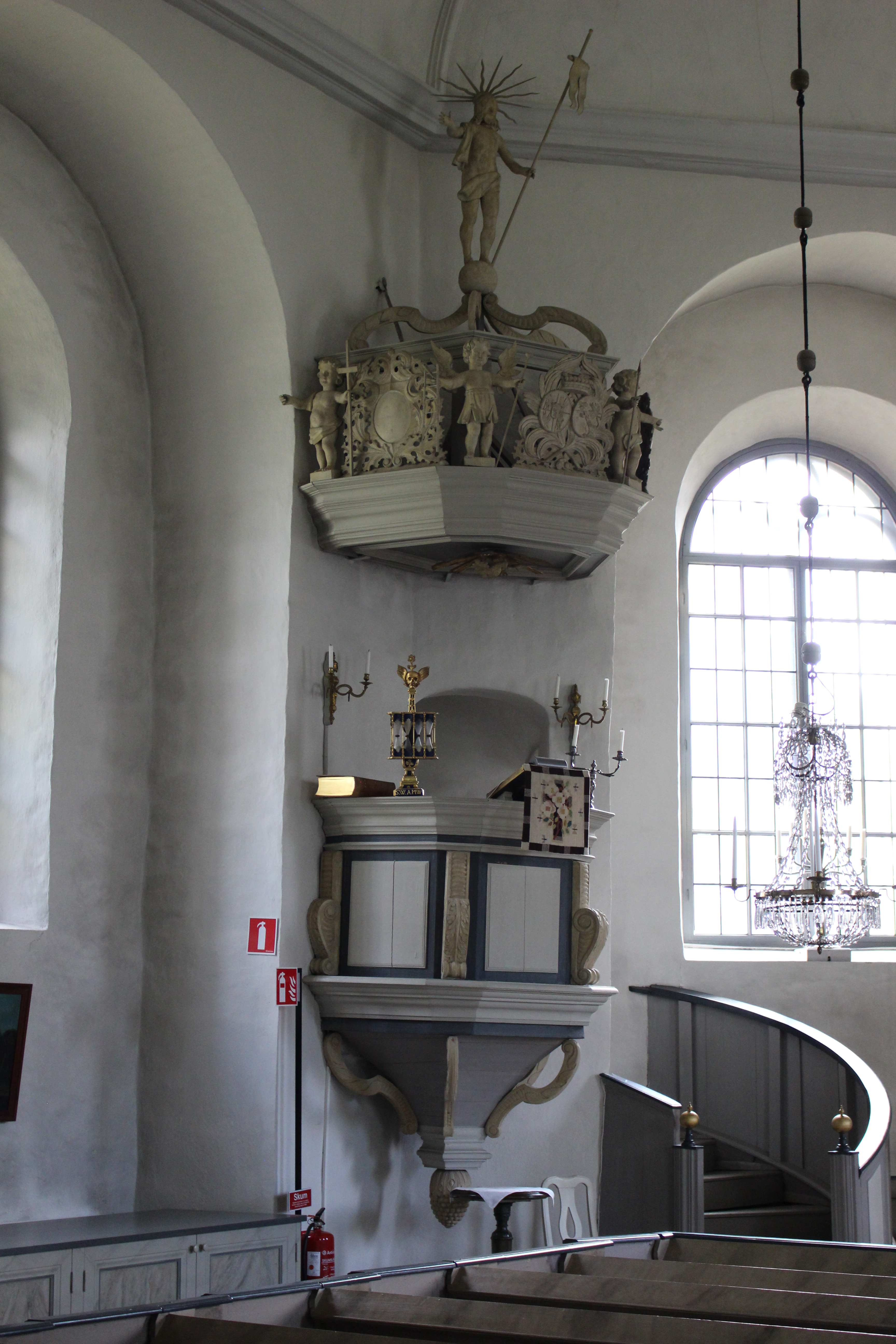
Predikstolen
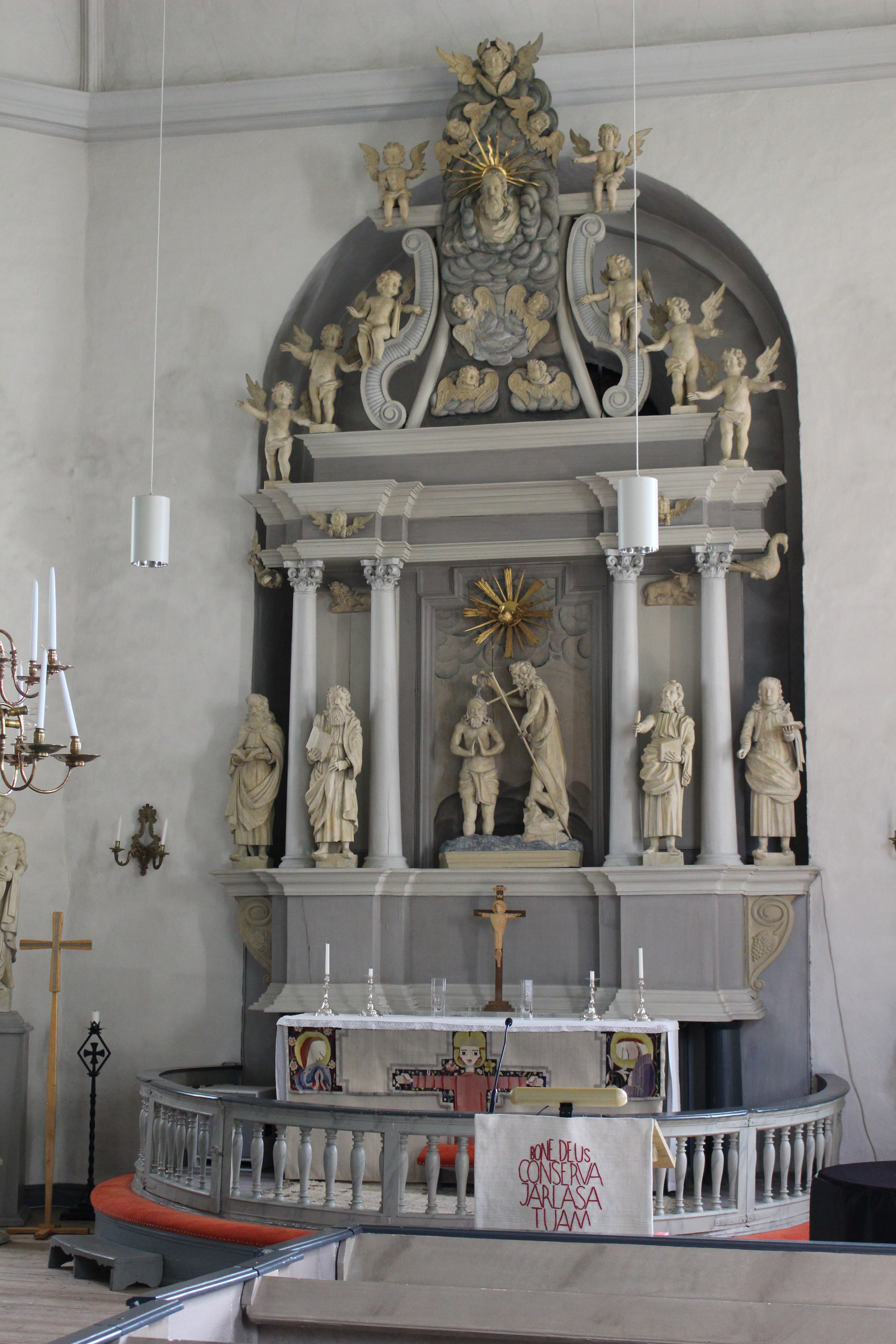
Kor med altaruppsats
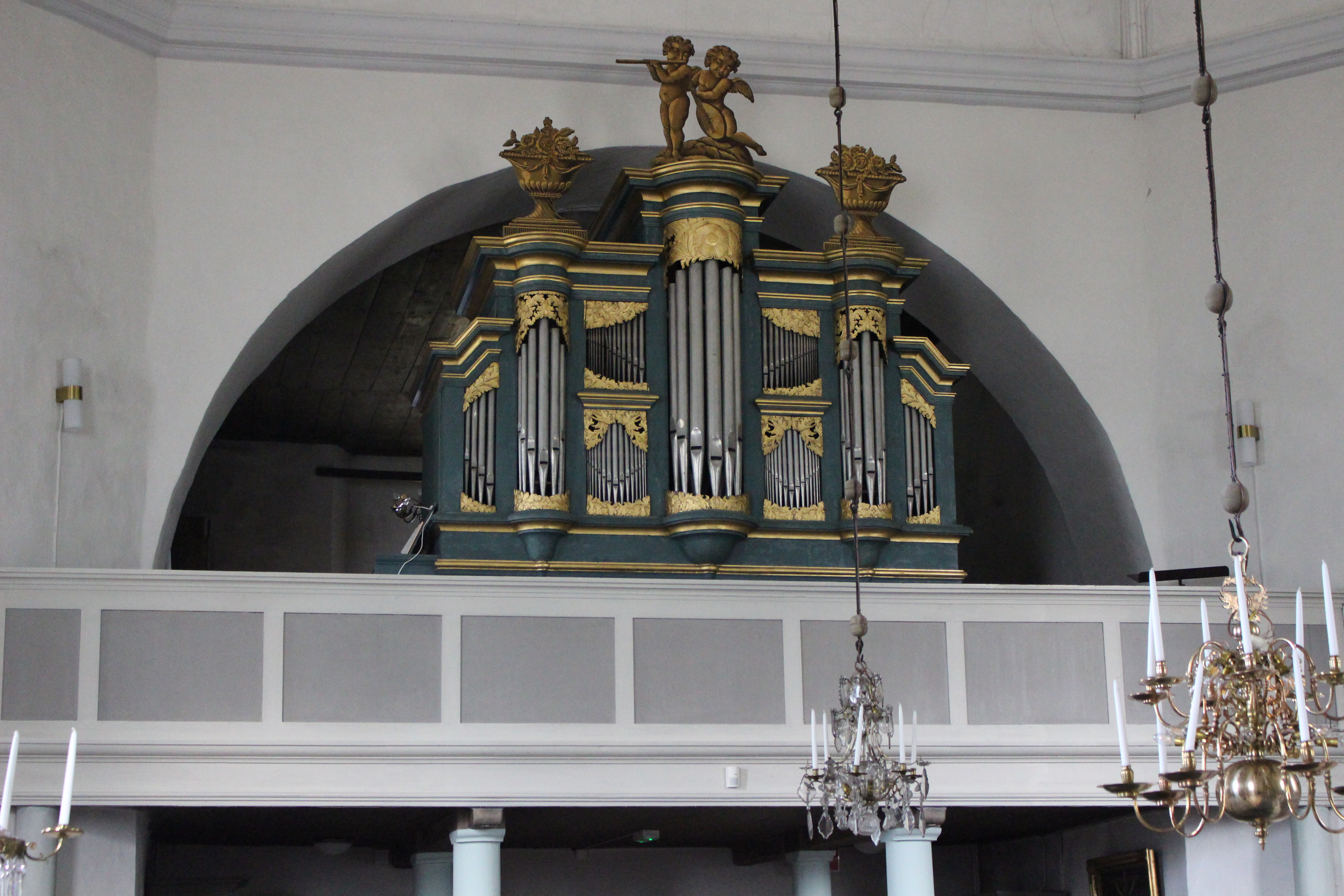
Orgeln
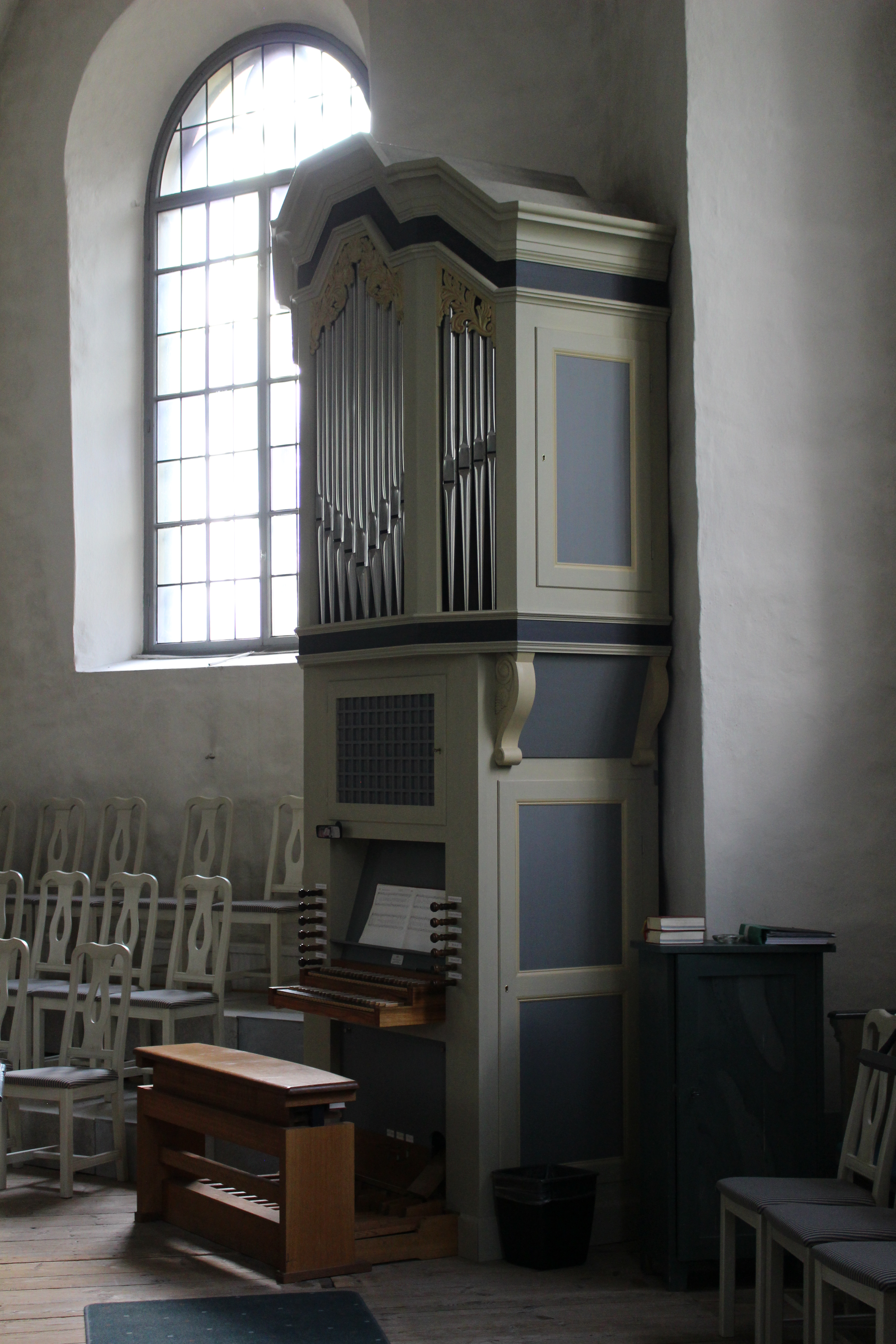
Kororgeln
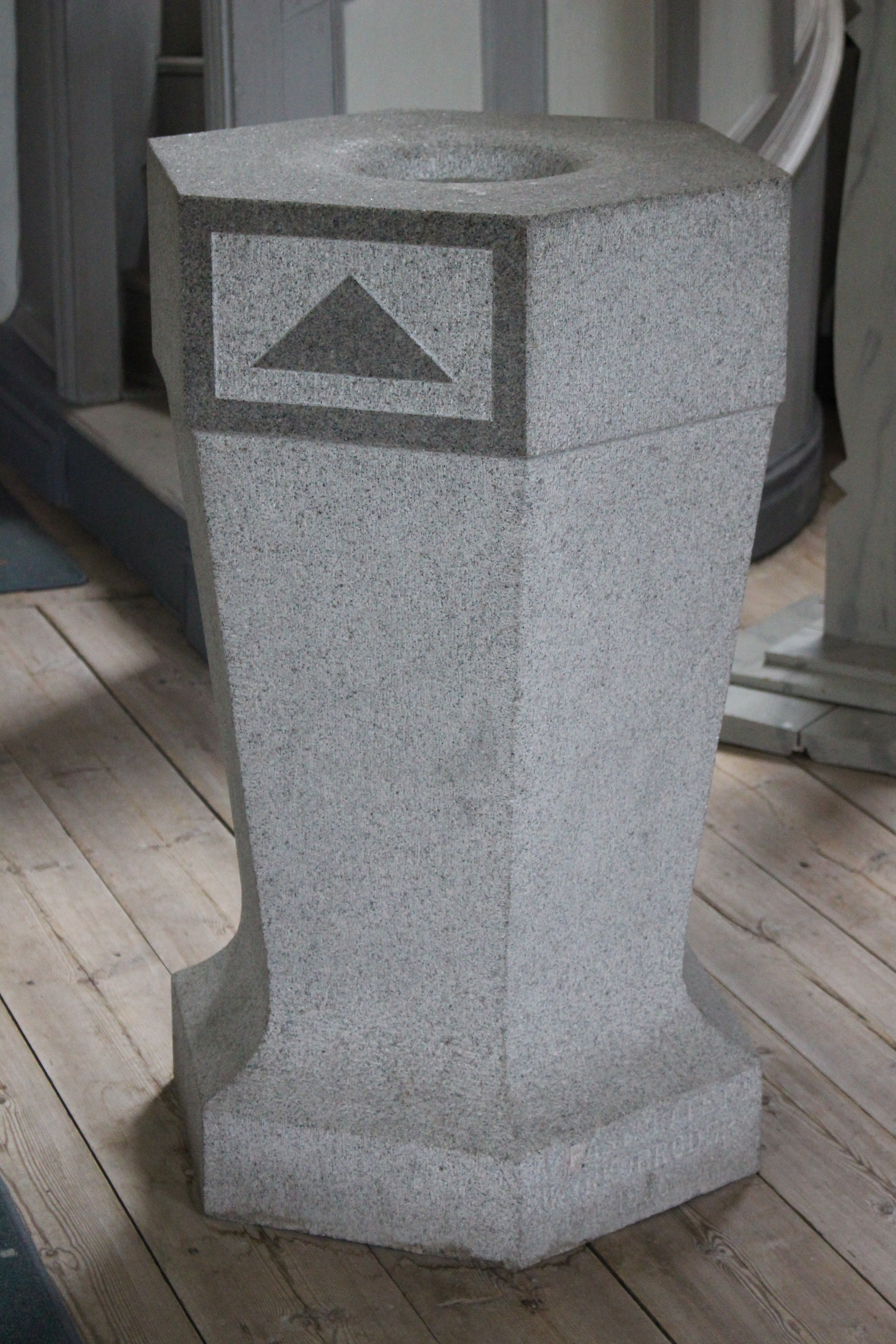
Dopfunten
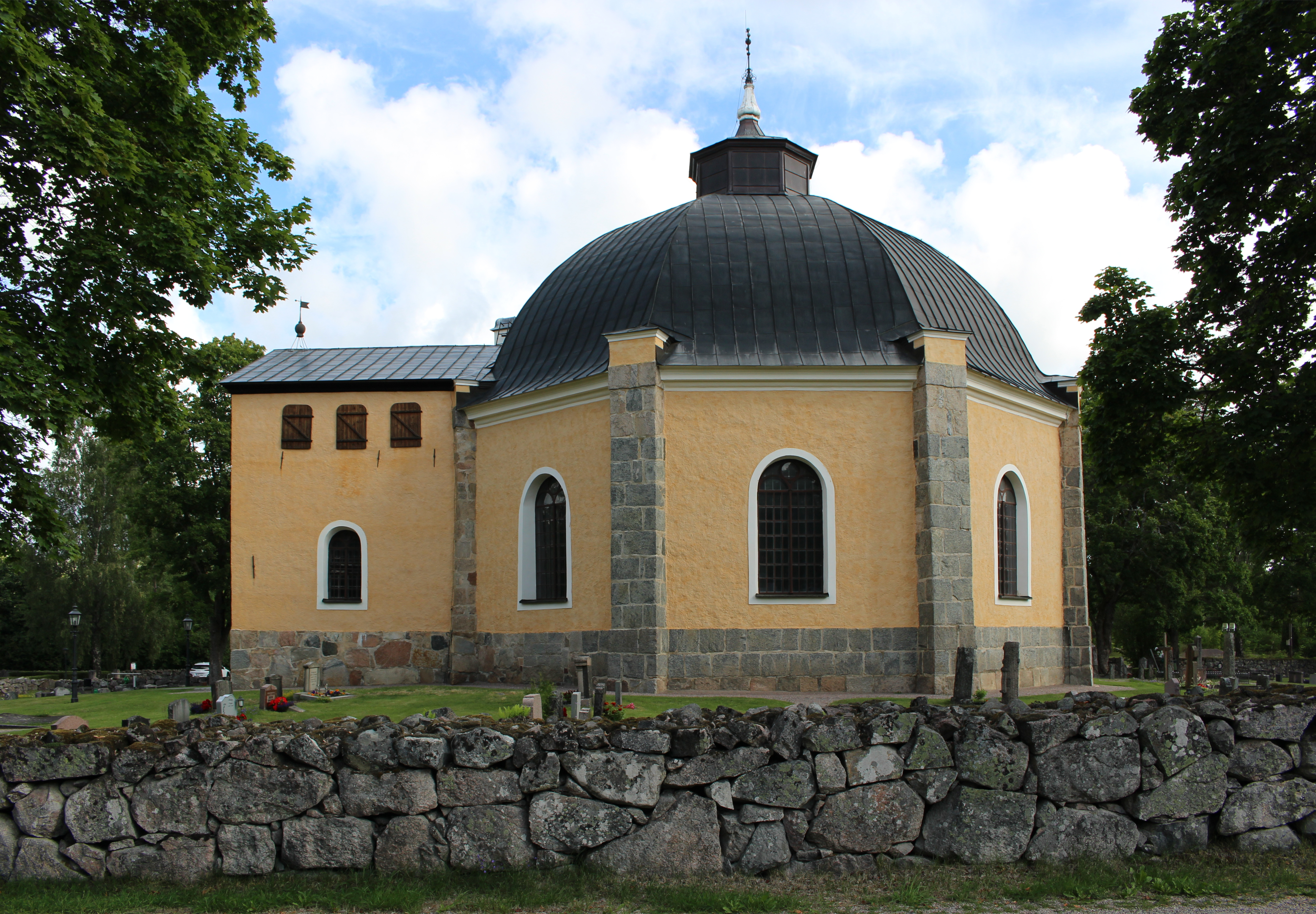
Kyrkan från söder
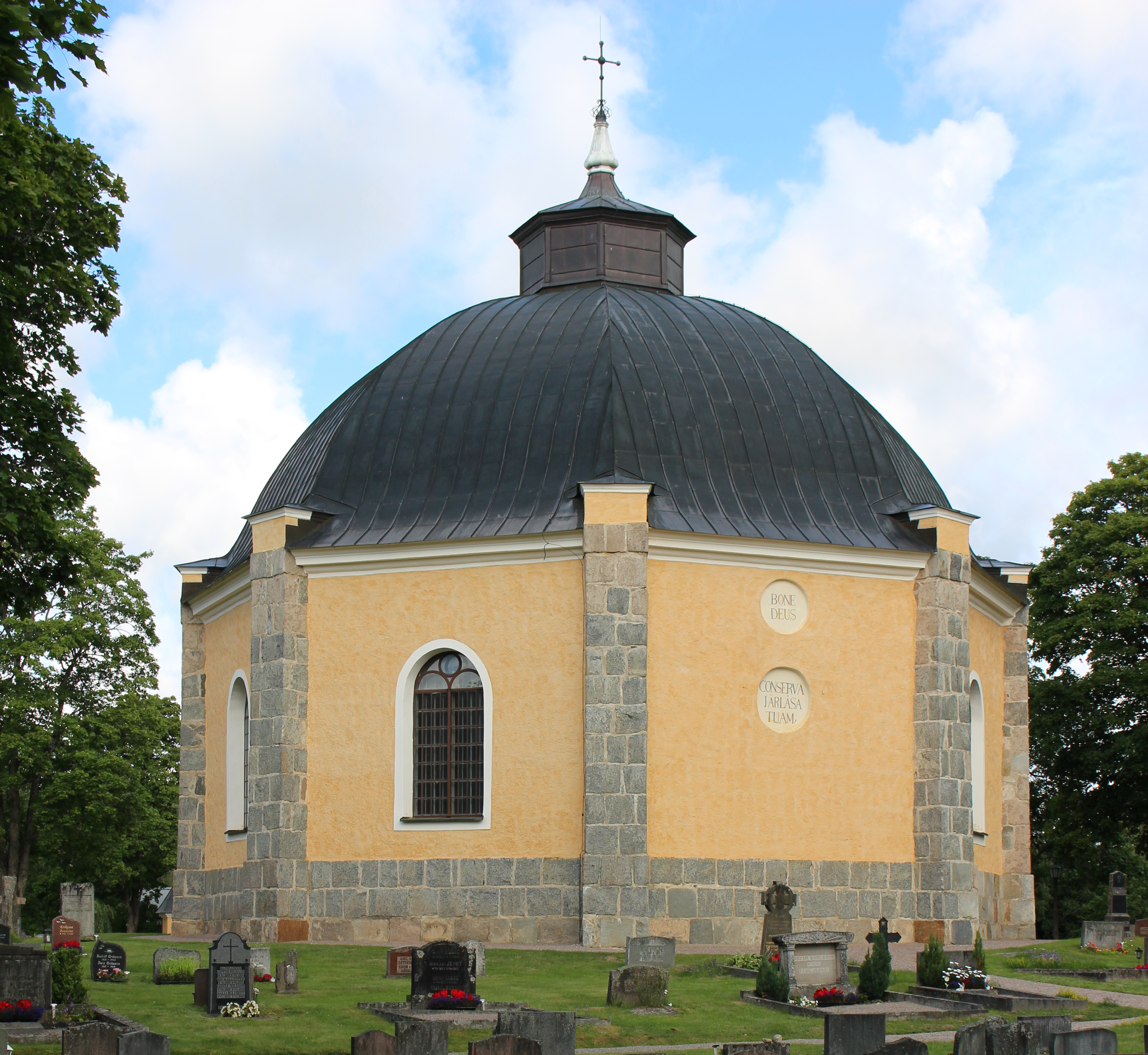
Kyrkan från öster
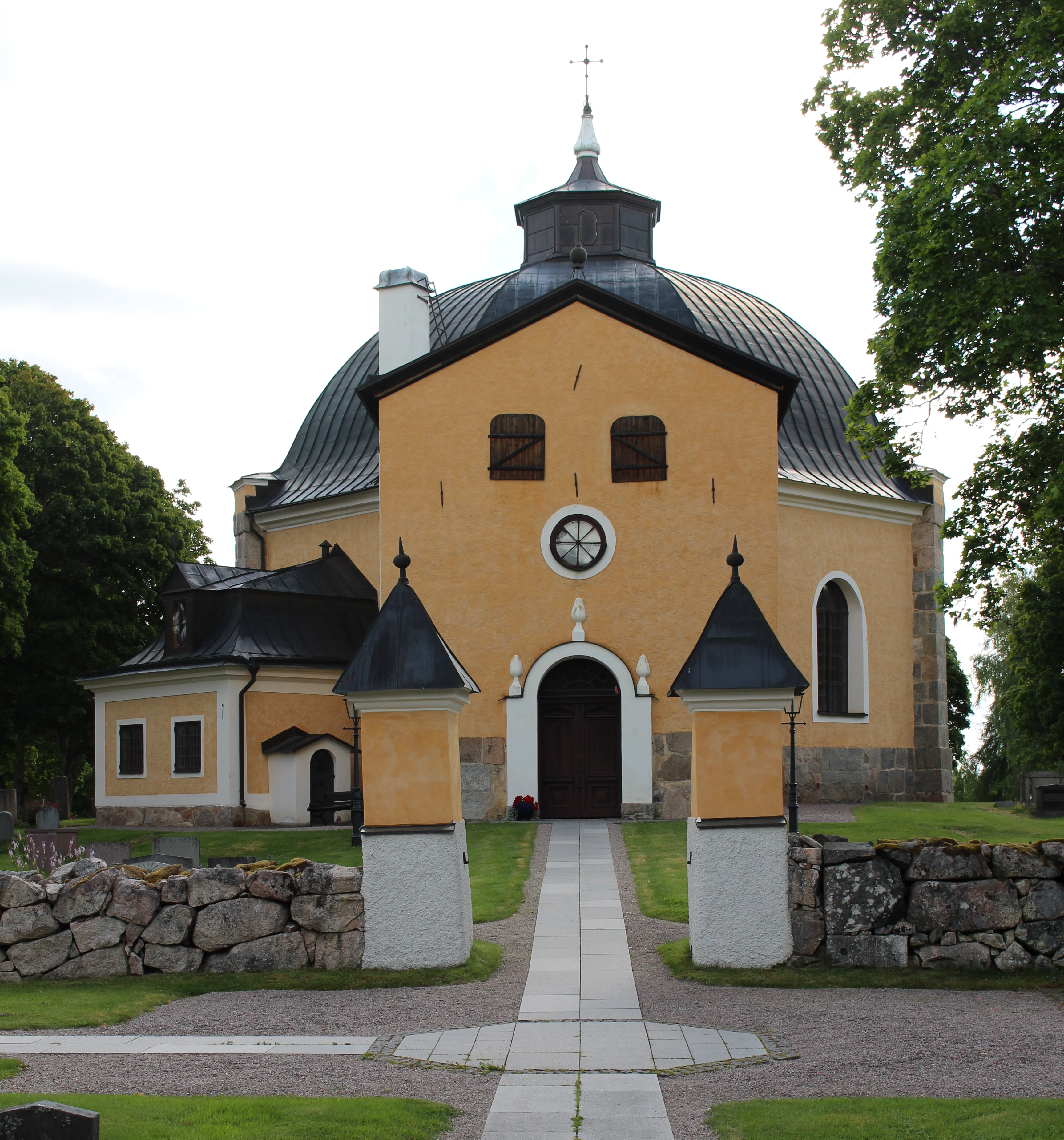
Kyrkan från väster
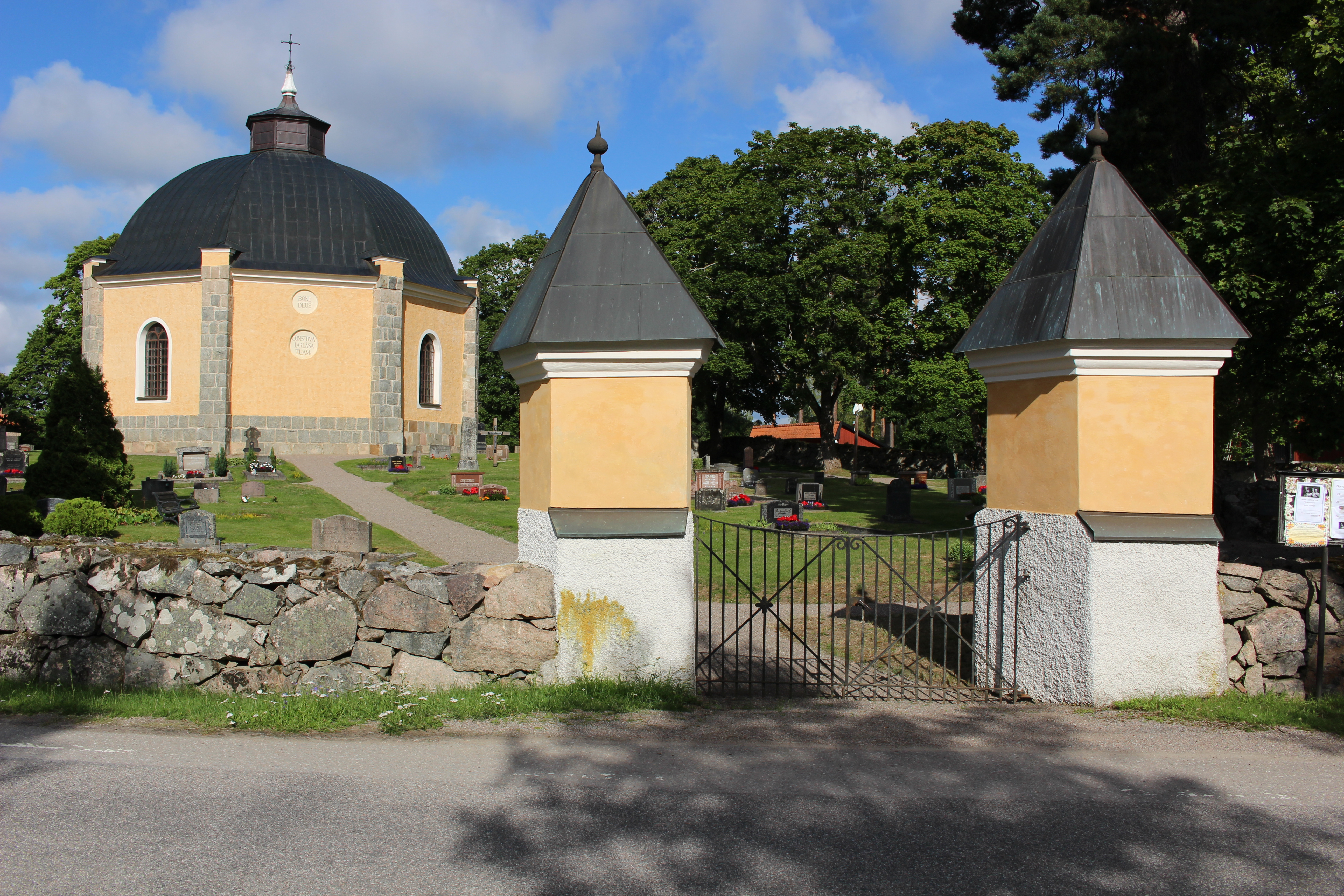
Kyrkan från öster
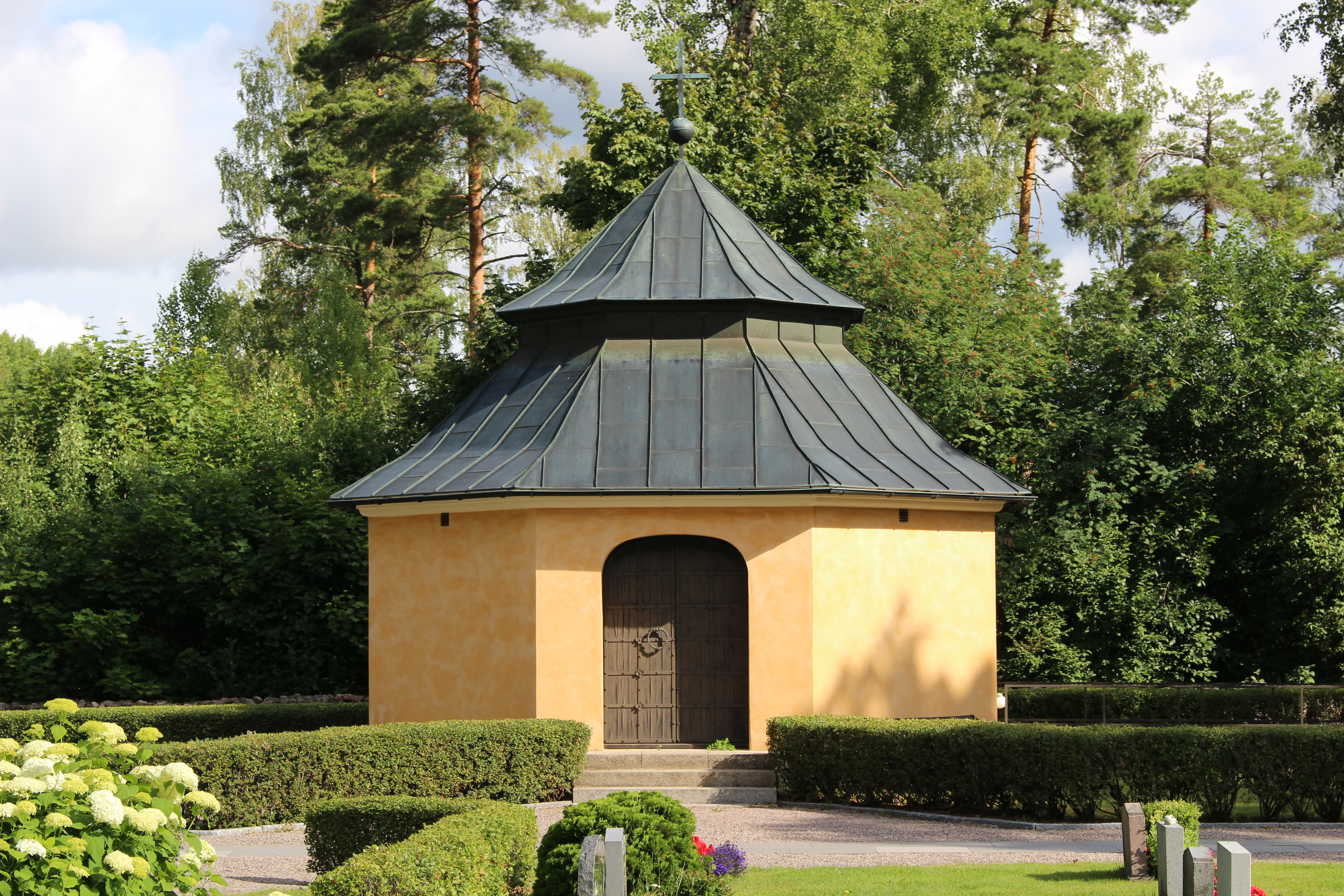
Gravkapell